# Max Schaffner
Max Schaffner (* 28. Januar 1881 in Münchberg; † 12. Januar 1960  ebenda) war ein deutscher Kunstmaler.

Die drei von Max Schaffner im Jahr 1911 hergestellten Glasfenster im Sitzungssaal des Münchberger Rathauses

## Leben
Max Schaffner wurde als Sohn eines Malermeisters in Münchberg (Oberfranken) geboren. Vermutlich war es dieser Umstand, der ihm schon in jungen Jahren die Kunst näher brachte und in ihm die Liebe zu den Werken der großen Künstler weckte, an die er sich auch in seinem späteren Schaffen immer wieder anlehnte. Seine Grundausbildung absolvierte er in Münchberg und Plauen. Nachdem er im Alter von 15 Jahren im Dresdner Atelier des Hofdekorationsmalers Julius Schultz gearbeitet hatte, begann er im Jahre 1898 ein Studium bei Professor Paul Schad an der Kunstschule für Malerei und Bildhauerei in München. Dort entwickelte er neben Kenntnissen im künstlerischen Zeichnen und Malen auch Fähigkeiten im Radieren und Modellieren. Nach einem Jahr bei Professor Schad schrieb sich Schaffner an der Königlichen Akademie der bildenden Künste in Dresden ein, wo er neben Kursen im Malen und Zeichnen auch Vorlesungen zur Kunstgeschichte besuchte. Dort studierte er sechs Semester bei den Lehrern Friedrich Preller der Jüngere, Hermann Prell, Richard Müller, Hermann Freye und Bohle und fertigte während des Studiums Kopien der alten Meister in der Königlichen Gemäldegalerie Dresden an. Sein Studium wurde von 1901 bis 1903 unterbrochen durch die Ableistung des Militärdienstes. Danach kehrte er noch einmal für zwei Jahre als Meisterschüler zurück zu Paul Schad nach München.
Nach dem Abschluss seiner Ausbildung arbeitete er zunächst als Zeichner und Entwerfer in der Dortmunder Kunstanstalt für Glasmalerei unter der Leitung von Ludwig Katz. 1912 rief ihn die Pflicht zurück in das väterliche Geschäft in Münchberg, das er nach der Ableistung des Kriegsdienstes im Jahre 1918 zusammen mit seinem Bruder Gustav vom Vater übernahm. Von da an ab blieb Schaffner in Münchberg und nahm mitunter auch Schüler zur Lehre auf, zu denen, unter anderen Karl Schricker und Alfred Seidel gehörten. Von 1947 bis 1949 arbeitete er auch als Zeichenlehrer an der Höheren Fachschule für Textilindustrie in seiner Heimatstadt. Dort starb er zurückgezogen am 12. Januar 1960 im Alter von 79 Jahren.

## Werke
Max Schaffner unternahm viele Studienreisen nach Pompeji, Pisa, Florenz, Venedig, Rom, Monte Carlo und Zürich, worin sich seine Liebe zur Kunst der Antike, der Romanik und der Gotik ausdrückte. Die tiefe Verbundenheit mit seiner Heimatstadt Münchberg blieb jedoch immer erhalten und führte schließlich dazu, dass er 1913 eine Ehrenurkunde „Für besondere Verdienste in der Pflege und Erhaltung der heimatlichen Volkskunst sowie Volkskunde“ überreicht bekam. Gemälde und andere Kunstwerke Schaffners sind nicht nur in Münchberg zu finden, wobei sich dort einige der bedeutendsten erhalten haben. Darunter befinden sich unter anderem die Stadtrechtsverleihung (Treppenaufgang des Münchberger Rathauses), die Gemälde Lasset die Kinder zu mir kommen und Die Taufe Jesu (beide in der Stadtkirche), sowie das Gemälde Blick von der Maulschelle zur Stadt. Letzteres war lange Zeit in der ehemaligen Münchberger Kreis- und Stadtsparkasse zu sehen, wurde jedoch bei der letzten Renovierung auf den Dachboden verbracht. Als Zeichen der Wertschätzung ließ es schließlich die Stadtverwaltung für eine vierstellige Summe restaurieren und an exponierter Lage im Amtszimmer des Bürgermeisters aufhängen. Ein Beispiel für andere Kunstwerke Schaffners ist das Deckengemälde Die Apostel in der Wüstenselbitzer Kirche, das er nach einem Werk Albrecht Dürers anfertigte. Einige kleinere Gemälde Schaffners befinden sich in Privatbesitz, wobei zu seinem Kundenkreis unter anderem auch angesehene deutsche Adelsfamilien zählten.